# ヴェロニカ・タイラー

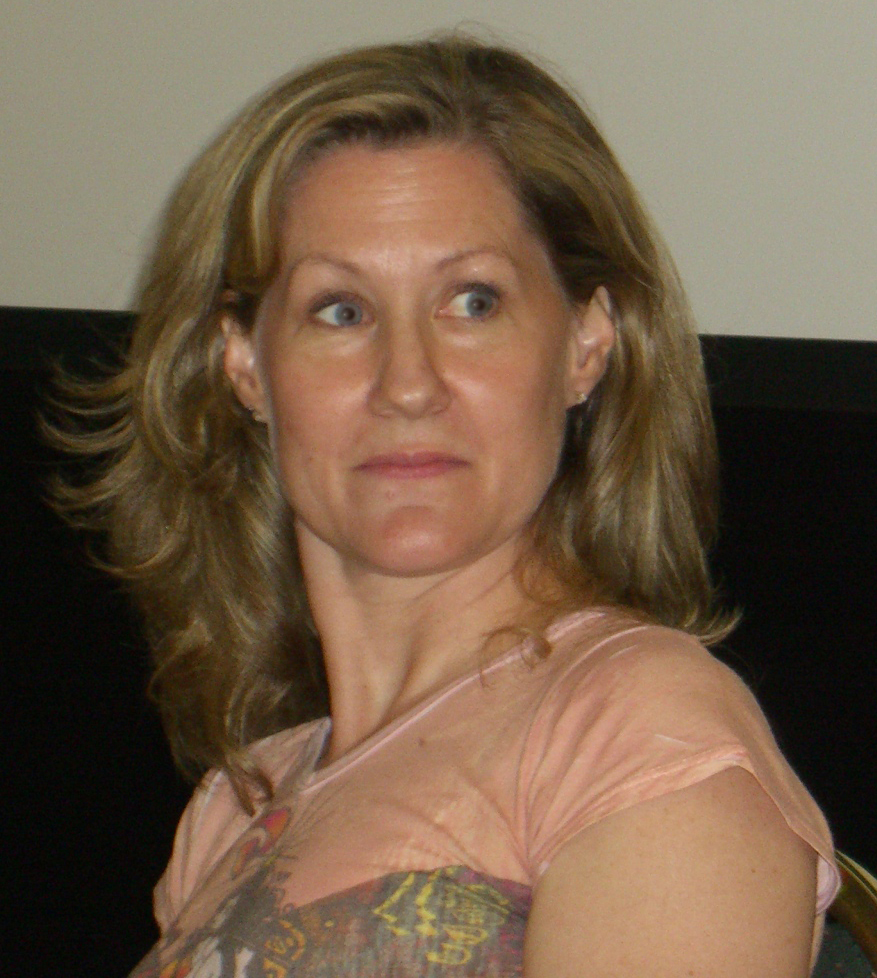
2008年

ヴェロニカ・タイラー（Veronica Taylor, 1978年4月9日 - ）は、アメリカ合衆国の声優。

## 経歴
5歳の時から学芸会などに出演。大学では演劇ワークショップに参加し、演劇に関する勉強だけでなく、声優や歌手としての修業も積まれた。
彼女のボイスコーチが4キッズエンタテインメントの監督に彼女を紹介したことで、声優としての一歩を踏み出し、現在にいたった 。

## 人物
日本のアニメの英語版への出演が多い。代表作は『ポケットモンスター』シリーズ（サトシ、ハナコ、ハルカ）、『ミュータント・タートルズ』（エイプリル）、スレイヤーズシリーズ (アメリア＝ウィル＝テスラ＝セイルーン※Joan Baker降板後)、『ONE PIECE』（ニコ・ロビン※4キッズエンタテインメント版）

## 出演作品

### テレビアニメ
1998年
- ポケットモンスター（サトシ、ハナコ）
- スレイヤーズ（アメリア＝ウィル＝テスラ＝セイルーン）[3]

1999年
- スレイヤーズNEXT（アメリア＝ウィル＝テスラ＝セイルーン）
- 無責任艦長タイラー（シア・ハス）

2000年
- スレイヤーズTRY（アメリア＝ウィル＝テスラ＝セイルーン）

2001年
- 行け!稲中卓球部（阿部リカ）
- 機動警察パトレイバー（桜山桃子）
- さいころボット コンボック（Abby, Pexticide）
- 3丁目のタマ うちのタマ知りませんか?（花咲エミ）
- 遊☆戯☆王デュエルモンスターズ（健太、クリス）

2002年
- 宇宙海賊ミトの大冒険（年賀睦月）
- 格闘料理伝説ビストロレシピ（味亜味亜）
- 彼氏彼女の事情（宮沢雪野）
- キン肉マンII世
- 火魅子伝（姫島日魅子）
- 剣風伝奇ベルセルク（少年グリフィス）
- 星のカービィ（シリカ、ラララとロロロ））

2003年
- SAMURAI DEEPER KYO（椎名ゆや）
- ソニックX（ガラクスイナ）
- ポケットモンスター アドバンスジェネレーション（サトシ、ハナコ、ハルカ）
- ミュータント・タートルズ(2003) （エイプリル）

2004年
- アーケードゲーマーふぶき（ふぶき）
- Winx Club（Princess Diaspro）※4キッズ版
- F-ZERO ファルコン伝説（ジョディ・サマー）
- 七人のナナ（鈴木ナナ）
- シャーマンキング（玉村たまお）
- 成恵の世界（七瀬成恵）
- ONE PIECE（ニコ・ロビン、サンジ（幼少期））※4キッズ版

2005年
- おジャ魔女どれみ（玉木麗香のママ）
- げんしけん劇中劇版くじびきアンバランス（秋山時乃）
- G.I. Joe: Sigma Six（スカーレット（2代目））
- 東京ミュウミュウ（保母さん）
- なるたる（福山笙子）
- PIANO（野村瞳）
- 遊☆戯☆王GX（鮎川恵美（2代目）、プリンセス・ローズ）

2006年
- ニニンがシノブ伝（雅）
- ポケモン不思議のダンジョン 出動ポケモン救助隊ガンバルズ!（ゼニガメ）
- 勇者王ガオガイガー（天海護）

2007年
- ああっ女神さまっ それぞれの翼（藤見千尋）
- 古代王者 恐竜キング Dキッズ・アドベンチャー（古代リュウタ、古代亜紀）
- To Heart（松原葵）
- ワード・ワールド（シープ）

2008年
- くじびきアンバランス（秋山時乃）
- さぁイコー! たまごっち（ふらわっち、とげっち 、とさかっち 、ままめっち、 たまこ姫 、ひのたまっち 、tamagotchi Building）
- ミュータント・タートルズ(2008)（エイプリル）
- 遊☆戯☆王5D's（カーリー渚、エンシェント・フェアリー・ドラゴン）

2009年
- 黒神 The Animation（魁音寺雪）
- Huntik（スカーレット・バーン）
- 一騎当千 Dragon Destiny（劉備玄德）

2010年
- スレイヤーズREVOLUTION（アメリア＝ウィル＝テスラ＝セイルーン）
  - スレイヤーズEvolution-R（アメリア＝ウィル＝テスラ＝セイルーン）

2011年
- バクマン。（岩瀬愛子、亜豆美雪）
- 遊戯王ZEXAL（九十九未来）

2013年
- 一騎当千 Great Guardians（劉備玄德）

2014年
- 一騎当千 XTREME XECUTOR（劉備玄德）
- 美少女戦士セーラームーン （冥王せつな）（第二英語吹替）

2015年
- 機動戦士ガンダム THE ORIGIN（アストライア・トア・ダイクン）

2016年
- 甲鉄城のカバネリ (四方川菖蒲)

2019年
- 私、能力は平均値でって言ったよね! (ポーリン)

### 劇場アニメ
- 劇場版ポケットモンスターシリーズ - (第8作まで)

1998年
- 火垂の墓（母）
- 幽☆遊☆白書 冥界死闘篇 炎の絆（ぼたん、雪菜）

1999年
- 劇場版ポケットモンスター ミュウツーの逆襲（サトシ）

2000年
- 劇場版ポケットモンスター 幻のポケモン ルギア爆誕（サトシ、ハナコ）

2001年
- 銀河鉄道の夜（ジョバンニ）
- 劇場版ポケットモンスター 結晶塔の帝王 ENTEI（サトシ、ハナコ）

2002年
- 劇場版ポケットモンスター セレビィ 時を超えた遭遇（サトシ、トワ）

2003年
- 風の大陸
- 劇場版ポケットモンスター 水の都の護神 ラティアスとラティオス（サトシ）
- 風の大陸（ラクシ・アーダ）

2004年
- 劇場版ポケットモンスター アドバンスジェネレーション 七夜の願い星 ジラーチ（サトシ、ハルカ）

2005年
- 劇場版ポケットモンスター アドバンスジェネレーション 裂空の訪問者 デオキシス（サトシ、ハルカ）
- カクレンボ（ソリンチャ、スク）
- 白くまになりたかった子ども（エキスモー族の母親）

2006年
- 劇場版ポケットモンスター アドバンスジェネレーション ミュウと波導の勇者 ルカリオ（サトシ、ハルカ）

2014年
- 宇宙ショーへようこそ（マリー）

### OVA
1997年
- バトルスピリッツ 龍虎の拳（ユリ・サカザキ）

1998年
- 極黒の翼バルキサス（リアン）

2001年
- ハーロック・サーガ ニーベルングの指環

2004年
- Munto（ユメミ）

2005年
- カクレンボ（ソリンチャ、スク）
- くじびきアンバランス（秋山時乃）
- 天使禁猟区（九雷）

2014年
- 一騎当千 集鍔闘士血風録（劉備玄德）

### ゲーム
- サルゲッチュ2（ヒカル）
- シャドウハーツ（アリス・エリオット、マルガリータ・G・ツェル）
- ヴァルキリープロファイル（フレイ、エイミ、ジェイル、賦之）
- ディシディア ファイナルファンタジー (コスモス)
- ディシディア デュオデシム ファイナルファンタジー (コスモス)

### ドキュメンタリー
2007年
- Anime: Drawing a Revolution（本人出演）

2008年
- アドベンチャーズ・イン・ボイス・アクティング（本人出演）

### 吹き替え
- シティーハンター（今村清子（後藤久美子））